# Pertinax (materiál)

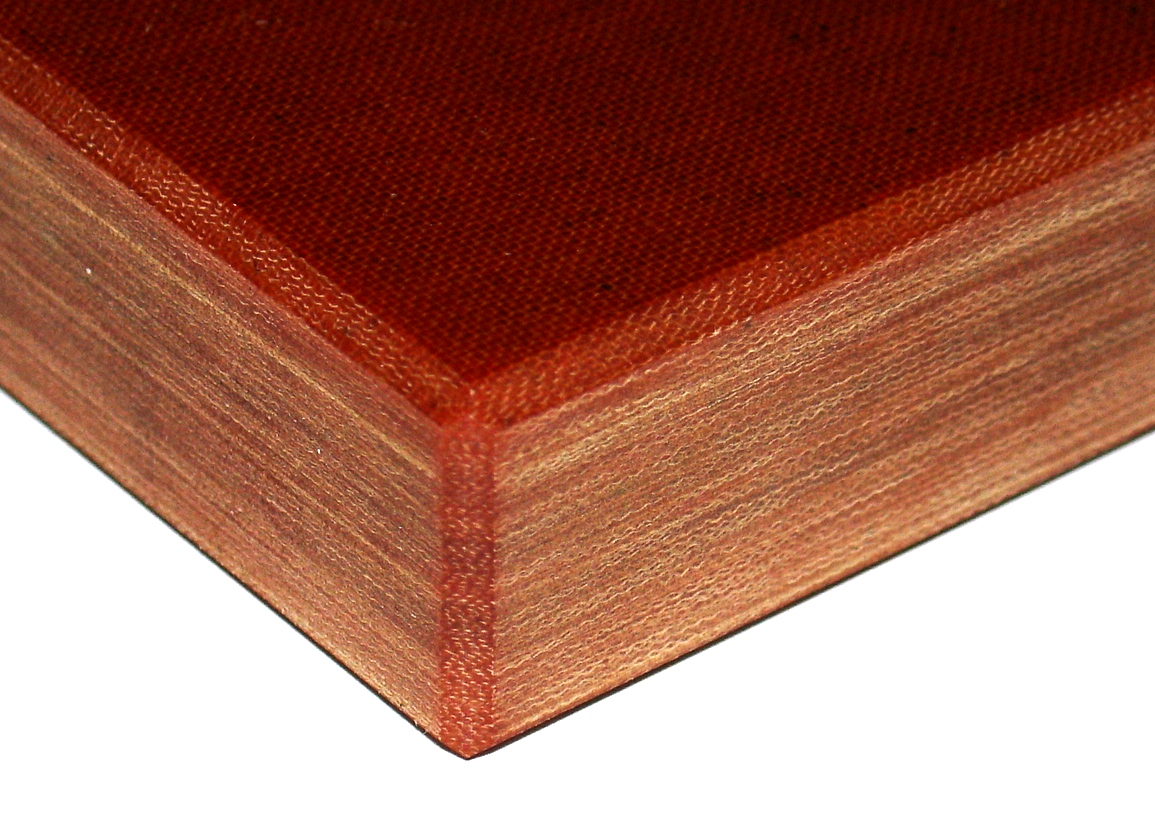
Textitová deska

Pertinax, kartit  je izolační a konstrukční materiál používaný v elektrotechnice. Jedná se o papír jako výztuž a fenolformaldehydovou pryskyřici jako pojivo. Pertinax má hnědočervenou barvu. Jeho relativní permitivita εr je 4,4 až 5,5.
Pro Pertinax se používají ještě názvy: textit, kartit neboli tvrzený papír. Textit je verze s vrstvenou tkaninou jako nosičem, má větší pevnost než kartit, a jasně znatelný vzor tkaniny.
Pertinax se obvykle vyrábí ve formě desek, tyčí nebo trubek. Díky jeho mechanickým vlastnostem je ho možné bez problémů vrtat, řezat, brousit a frézovat.
Používá se jako deska, na níž jsou upevněny součástky, jako izolační vrstva nebo ve formě různých izolačních dílů elektrických zařízení. Pro jeho snadnou dostupnost, nízkou cenu a dobré mechanické vlastnosti se Pertinax používá i v jiných oblastech mimo elektrotechniku, například v modelářství jako konstrukční materiál. Má velmi dobré mechanické a kluzné vlastnosti, tlumí nárazy. Používá se na výrobu kluzných ložisek, větších ozubených kol, kladek, kluzných částí strojů a zařízení, tlumících částí, skříňových částí, pák, táhel, ochranných kotoučů, podložek, obložení kluzných částí lisů, těžkých hoblovacích strojů, rámových pil. Představuje konstrukční materiál při stavbě strojů pracujících v agresivním prostředí. Pro svou vysokou "kluznost" a relativně malé opotřebování je hojně užíván jako oběžné kolo v méně rychlostně (tepelně) namáhaných šnekových převodovkách.
Název tohoto materiálu byl zpopularizován v závěrečné scéně komediálního filmu Jáchyme, hoď ho do stroje, kde byl hlavní postavě Koudelkovi jako odškodné předán automobil s „pertinaxovým karburátorem“.